# Чигирь, Михаил Николаевич
Михаи́л Никола́евич Чиги́рь (бел. Міхаіл Мікалаевіч Чыгір; род. 24 мая 1948, д. Усово, Копыльский район, Минская область, Белорусская ССР, СССР) — белорусский политический и государственный деятель, первый премьер-министр Беларуси в 1994—1996 годах, узник совести по версии Amnesty International.

## Образование
- Белорусский государственный институт народного хозяйства (1970)
- Спецфакультет по международным экономическим отношениям при Московском финансовом институте (1982).

## Карьера
После окончания университета работал в системе Государственного банка, прошёл путь от экономиста районного отделения до управляющего Минской городской конторой Госбанка. Работал первым заместителем председателя правления Агропромбанка (1988—1991), председателем правления Белагропромбанка (1991—1994).
После избрания А. Лукашенко президентом Беларуси был назначен на пост премьер-министра. Занимал этот пост с июля 1994 по ноябрь 1996 года.
Был утверждён премьер-министром Верховным Советом 22 июля 1994 года. 18 ноября 1996 года Чигирь подал в отставку в знак несогласия с Лукашенко по поводу референдума 1996 года.
После отставки в ноябре 1996 года занимался бизнесом, работал в Москве. В начале 1999 года вернулся в Беларусь и примкнул к оппозиции, после того, как Верховный Совет инициировал альтернативные выборы Президента Республики Беларусь (объявленные на 16 мая 1999 года). Выдвинулся в роли кандидата на этот пост, надеясь таким путем вернуть свою страну на демократический путь развития и сумел собрать более 145 тысяч подписей, из которых было подано в избиркомы 130 тысяч.
Однако 30 марта 1999 года, незадолго до выборов, был арестован по обвинению в «злоупотреблении должностными полномочиями» (ст. 166 УК РБ), «превышении власти и служебных полномочий», халатности (обвинение относилось к годам его работы в банковской сфере и на должности премьер-министра). Amnesty International признала его узником совести. Находился в заключении в Пищаловском замке, 30 ноября 1999 года был выпущен под подписку о невыезде. 19 мая 2000 года осуждён к трём годам лишения свободы с отсрочкой наказания на два года. До 2002 года продолжались судебные тяжбы, пока, наконец, 23 июля 2002 года суд не снял все обвинения с Чигиря в связи с «истечением срока давности совершённых им преступлений».
Безуспешно пытался баллотироваться на президентских выборах 2001 года, но не набрал необходимых для регистрации кандидатом в президенты 100 тыс. подписей избирателей (собрал более 90 тысяч подписей), после чего выступил в поддержку оппозиционного кандидата — Владимира Гончарика.
С середины 2000-х годов на пенсии. Занимается разведением пчёл. Был доверенным лицом Ярослава Романчука на президентских выборах 2010 года. Возглавлял избирательный штаб А. Канопацкой на президентских выборах-2020.